# Centris quadrimaculata
Centris quadrimaculata är en biart som beskrevs av Alpheus Spring Packard 1869. Centris quadrimaculata ingår i släktet Centris och familjen långtungebin. Inga underarter finns listade.